# Karl-Heinz Boseck
Karl-Heinz Boseck (* 11. Dezember 1915 in Berlin) war ein deutscher Mathematiker und Nationalsozialist. Er war in der SS für die Häftlingsforschung im Bereich Mathematik verantwortlich und übte während des Zweiten Weltkriegs, obwohl er noch Student war, einen großen Einfluss auf die Mathematik an der Universität Berlin aus.

## Leben
Boseck studierte nach Abitur, Reichsarbeitsdienst und Wehrdienst Mathematik in Berlin mit dem Diplom-Abschluss im Juli 1944 mit einer als geheim eingestuften Arbeit über Raketenballistik (Untersuchung zur Außenballistik von Spezialgeschossen), mit den Prüfern Klose und Erich Schumann (Abteilungsleiter Forschung beim Heereswaffenamt). An der Universität war er nationalsozialistischer Studentenführer und nahm 1936 an nationalsozialistischen Sommer-Camps teil. Er war ab 1940 Assistent von Alfred Klose (Institut für Angewandte Mathematik) in Berlin, für den er auch als Dienstverpflichteter an der Heeresforschungsstelle Gottow (Heeresversuchsanstalt Kummersdorf) bei Kummersdorf (Schießplatz) arbeitete. Dort befasste sich Boseck unter anderem mit Raketen-Ballistik (Heereswaffenamt, Abteilung Wa F). Gleichzeitig war Boseck seit 1939 halbtags Mitarbeiter des Reichssicherheitshauptamts, Abteilung IIIc (wo auch der habilitierte Mathematiker und SS-Hauptsturmführer Helmut Joachim Fischer wirkte). Aufgrund von Leiden im Bereich von Füßen und Beinen (Krampfadern) war er schon seit Kriegsbeginn wehrdienstuntauglich.
Im Herbst 1944 übernahm er auf Empfehlung von Fischer die Aufsicht über eine Rechengruppe von Häftlingen des KZ Sachsenhausen. Um seine Autorität sichtbar zu machen, bestand Boseck bei der Übernahme seiner Aufgabe auf eine Ernennung zum SS-Untersturmführer. Dies erfolgte trotz seiner Beinleiden und der Tatsache, dass er mit 1,70 m nicht die vorgeschriebene Mindestgröße von 1,74 m erreichte, für die Dauer des Krieges (Aufnahme in die SS am 1. Oktober 1944). Klose ließ ihn nur unwillig ziehen, erhoffte sich aber Vorteile für sein Institut durch die neue Wirkungsstätte. Die Häftlingsgruppe arbeitete der Waffenforschung der SS, der Armee, der Marine und Luftwaffe und vom Reichsforschungsrat – vertreten durch Walther Gerlach und Wilhelm Süss – ausgewählten Stellen zu. Die Stelle war als neu gegründete Abteilung Mathematik (M) im Institut für Wehrwissenschaftliche Zweckforschung der Waffen-SS (Leiter Wolfram Sievers) eng mit dem SS-Ahnenerbe verbunden. Die Nutzung dieser neuen Rechenkapazitäten akzeptierte unter anderem Alwin Walther in Darmstadt. Ausgewählt wurden die Mathematiker außer in Sachsenhausen auch im KZ Buchenwald (durch Boseck im November 1944) und dem KZ Dachau (durch Helmut Joachim Fischer). Einer der dort arbeitenden Häftlinge war Georges Bruhat aus Frankreich, der aber erkrankte. Insgesamt zählte Boseck in einem Bericht vom 28. Dezember 1944 drei Deutsche, sechs Franzosen, drei Tschechen, drei Belgier, einen Dänen, einen Portugiesen und (ohne Angabe der Nationalität) einen Juden auf.
Man berechnete mit mechanischen und elektromechanischen Rechenmaschinen Funktionentafeln und Strömungsprobleme unter anderem für die Raketen- und Düsenjägerentwicklung bis April 1945. Aufträge kamen besonders über Sievers herein. Man hatte aber Probleme mit den zur Verfügung stehenden Rechenmaschinen, die reparaturanfällig waren. Das war die erste Gruppe von Zwangsarbeitern im Bereich Mathematik im Rahmen des KZ-Systems. Ebenfalls 1944 gab es auch eine Gruppe, die für den Astrophysiker Kurt Walter im KZ Ravensbrück astrophysikalische Rechnungen durchführte. Als die Gruppe später ins KZ Sachsenhausen verlegt wurde, kam es zu Konflikten mit Boseck. Es bestanden noch im April 1945 Evakuierungspläne in ein anderes Lager, die aber nicht mehr umgesetzt wurden. Obwohl das Lager schon aufgelöst wurde, war Boseck am 4. April 1945 noch in Sachsenhausen.
Nach den Erinnerungen von Alexander Dinghas, der damals Dozent in Berlin war, übte Boseck einen großen Einfluss an der Universität aus. Er war Fachschaftsleiter und nach Dinghas trotz seiner Jugend ein Fanatiker, der Zeichen eines Robespierre, wenn auch in kleinerem Maßstab, zeigen würde. Sein Einfluss war nach Dinghas (der Grieche war) so groß, dass er dessen Dozentenposten in Berlin beenden konnte, so wie der Anruf von Boseck beim zuständigen Ministerium 1939 die Dozentur von Dinghas in Berlin beschleunigte (Boseck unterstützte Dinghas bis 1943). Sein Einfluss war sogar nach Dinghas größer als der von Ludwig Bieberbach, der diesem Einfluss keineswegs entgegenwirkte, sondern nach Dinghas sogar Respekt vor diesem hatte.
Das weitere Schicksal von Boseck nach dem Krieg ist nach Segal unbekannt. Wolfram Sievers wurde 1947 in Nürnberg verurteilt und 1948 hingerichtet. Es gibt Erinnerungen des deutschen Vorarbeiters der Mathematikabteilung in Sachsenhausen Emil Peuker (* 1910) aus der Zeit nach dem Krieg und es gibt Erinnerungen von Helmut Joachim Fischer.